# NGC 443
NGC 443 es una galaxia espiral de la constelación de Piscis. 
Fue descubierta el 8 de octubre de 1861 por el astrónomo Heinrich Louis d'Arrest.